# 서혜린 (배우)
서혜린(본명: 정희숙, 1971년 8월 6일 ~ )은 대한민국의 배우이다.

## 출연작

### 드라마
- 1995년 SBS 주말극장 《옥이 이모》 ... 애자 역
- 1995년 SBS 수목드라마 《째즈》 ... 장선옥 역
- 1996년 SBS 설날특집극 《곰탕》 ... 채봉 역
- 1996년 SBS 수목드라마 《도둑》
- 1996년 SBS 일일시트콤 《아빠는 시장님》
- 1996년 SBS 아침드라마 《때로는 타인처럼》
- 1997년 SBS 월화드라마 《연어가 돌아올 때》
- 1997년 SBS 월화드라마 《여자》
- 1997년 SBS 수목드라마 《화이트 크리스마스》
- 1998년 MBC 미니시리즈 《사랑》
- 1998년 SBS 주간시트콤 《LA아리랑》
- 1999년 SBS 주말극장 《파도》
- 2001년 KBS1 TV소설 《약속》 ... 성자 역
- 2001년 KBS1 전원드라마 《대추나무 사랑걸렸네》 ... 안현숙 역
- 2002년 SBS 드라마스페셜 《나쁜 여자들》
- 2003년 KBS2 단막극 《드라마시티 - 사로잡히다》 ... 선자 역
- 2005년 KBS2 단막극 《드라마시티 - 수수께끼 보물섬》 ... 고정란 역
- 2006년 KBS2 단막극 《드라마시티 - 쓰리의 전설》 ... 양 여사 역
- 2007년 MBC 월화드라마 《히트》 ... 김재윤의 어머니 역
- 2010년 SBS 대기획 《제중원》 ... 막생 역
- 2018년 SBS 드라마스페셜 《리턴》 ... 고석순 역 (특별출연)
- 2019년 MBC 월화드라마 《웰컴2라이프》 ... 우영애 역 (특별출연)
- 2020년 SBS 월화드라마 《펜트하우스》 ... 왕미자 역
- 2021년 SBS 금토드라마 《펜트하우스 2》 ... 왕미자 역
- 2023년 SBS 금토드라마 《7인의 탈출》
- 2024년 SBS 금토드라마 《7인의 탈출 시즌2》

### 영화
- 《어느날 갑자기 세 번째 이야기 - D-day》(2006) ... 유진 모 역 (우정출연)
- 《주먹이 운다》(2005) ... 선주 역
- 《피아노 치는 대통령》(2002) ... 방실 역
- 《내 마음의 풍금》(1999)
- 《약속》(1998) ... 영해 역
- 《코르셋》(1996) ... 서미숙 역

### 연극
- 《굳세어라 금순아 (연극)》(1995) ... 금순 역

### 음반
- 《서혜린》(1994)